# Trilogía de Ant-Man and the Wasp
La Trilogía de Ant-Man and the Wasp es una saga de películas de acción, ciencia ficción y superhéroes basadas en los personajes ficticios Ant-Man y la Avispa, ambientadas en el Universo cinematográfico de Marvel, que comprende tres películas: Ant-Man (2015); Ant-Man and the Wasp (2018) y Ant-Man and the Wasp: Quantumania (2023).

## Películas
| Película                          | Fecha de lanzamiento  | Director    | Guionista (s)                                                              | Productor   |
| --------------------------------- | --------------------- | ----------- | -------------------------------------------------------------------------- | ----------- |
| Ant-Man                           | 15 de julio de 2015   | Peyton Reed | Edgar Wright & Joe Cornish y Adam McKay y Paul Rudd                        | Kevin Feige |
| Ant-Man and the Wasp              | 6 de julio de 2018    | Peyton Reed | Chris McKenna & Erik Sommers y Andrew Barrer & Gabriel Ferrari y Paul Rudd | Kevin Feige |
| Ant-Man and the Wasp: Quantumania | 17 de febrero de 2023 | Peyton Reed | Jeff Loveness                                                              | Kevin Feige |

### Ant-Man(2015)
El estafador Scott Lang debe sacar a relucir al héroe que lleva dentro y ayudar a su mentor, el Dr. Hank Pym, a proteger de una nueva generación de amenazas el secreto que se esconde tras el espectacular traje de Ant-Man. A pesar de los obstáculos aparentemente insuperables que les acechan, Pym y Lang deben planear y llevar a cabo un atraco que salvará al mundo.

### Ant-Man and the Wasp(2018)
Scott Lang debe lidiar con las consecuencias de sus elecciones como superhéroe y padre. Mientras lucha por conciliar su vida familiar y sus responsabilidades de Ant-Man, Hope van Dyne y el Dr. Hank Pym le encargan una nueva y urgente misión. Scott debe volver a enfundarse el traje y aprender a luchar junto a la Avispa mientras el equipo trabaja al unísono para descubrir secretos del pasado.

### Ant-Man and the Wasp: Quantumania(2023)
Scott Lang y Hope van Dyne exploran el Reino cuántico junto con su familia y se enfrentan a Kang el Conquistador.

## Reparto y personajes

### Protagonistas
|                                            |
| Paul Rudd, interpreta a Scott Lang/Ant-Man |

|                                              |
| Evangeline Lilly, interpreta a Hope van Dyne |

|                                        |
| Michael Douglas, interpreta a Hank Pym |

|                                                |
| Michelle Pfeiffer, interpreta a Janet van Dyne |

|                                          |
| Kathryn Newton, interpreta a Cassie Lang |

### Antagonistas
|                                                                |
| Corey Stoll, interpreta a Darren Cross/Yellowjacket/M.O.D.O.K. |

|                                                    |
| Hannah John-Kamen, interpreta a Ava Starr/Fantasma |

|                                                    |
| Jonathan Majors, interpreta a Kang el Conquistador |

|                                        | Ant-Man (2015)     | Ant-Man and the Wasp (2018) | Ant-Man and the Wasp: Quantumania (2023) |
| -------------------------------------- | ------------------ | --------------------------- | ---------------------------------------- |
| Scott Lang Ant-Man                     | Paul Rudd          | Paul Rudd                   | Paul Rudd                                |
| Hope van Dyne Wasp                     | Evangeline Lilly   | Evangeline Lilly            | Evangeline Lilly                         |
| Cassie Lang                            | Abby Ryder Fortson | Abby Ryder Fortson          | Kathryn Newton                           |
| Dr. Henry "Hank" Pym                   | Michael Douglas    | Michael Douglas             | Michael Douglas                          |
| Janet van Dyne                         | Hayley Lovitt      | Michelle Pfeiffer           | Michelle Pfeiffer                        |
| Darren Cross "Yellowjacket" M.O.D.O.K. | Corey Stoll        |                             | Corey Stoll                              |
| Kang el Conquistador                   |                    |                             | Jonathan Majors                          |
| Luis                                   | Michael Peña       | Michael Peña                |                                          |
| Ava Starr Ghost                        |                    | Hannah John-Kamen           |                                          |
| Bill Foster                            |                    | Laurence Fishburne          |                                          |

## Recepción
| Película                          | Rotten Tomatoes   | Rotten Tomatoes      | Rotten Tomatoes     | Metacritic      | Metacritic          | CinemaScore | IMDb                | FilmAffinity       |
| Película                          | Crítica           | Críticos importantes | Audiencia           | Crítica         | Audiencia           | CinemaScore | IMDb                | FilmAffinity       |
| --------------------------------- | ----------------- | -------------------- | ------------------- | --------------- | ------------------- | ----------- | ------------------- | ------------------ |
| Ant-Man                           | 83% (340 reseñas) | 69% (77 reseñas)     | 85% (100 000 votos) | 64 (44 reseñas) | 7.4 (2 263 reseñas) | A           | 7.3 (709 000 votos) | 6.2 (37 965 votos) |
| Ant-Man and the Wasp              | 87% (445 reseñas) | 83% (81 reseñas)     | 80% (25 000 votos)  | 70 (56 reseñas) | 7.0 (931 reseñas)   | A-          | 7.0 (439 000 votos) | 5.9 (22 193 votos) |
| Ant-Man and the Wasp: Quantumania | 46% (410 reseñas) | 39% (71 reseñas)     | 75% (25 000 votos)  | 48 (61 reseñas) | 5.6 (655 reseñas)   | B           | 6.1 (213 000 votos) | 5.2 (10 027 votos) |
| Promedio                          | 72%               | 64%                  | 80%                 | 61              | 6.7                 | A-          | 6.8                 | 5.8                |